# 御園和夫
御園 和夫（みその かずお、1942年3月11日 - 2022年12月25日）は、日本の英語学者。関東学院大学名誉教授。専攻は英語学、英語音声学、英語教授法。日本英語音声学会名誉支部長。英語面白楽会ニッポン会長。

## 経歴・人物
東京府東京市京橋区（現・東京都中央区）築地生まれ、御茶ノ水育ち。1967年明治学院大学文学部英文学科卒業。1969年同大学院文学研究科英文学専攻修士課程修了。2006年クイーンズランド大学（オーストラリア）英語学科博士後期課程修了。博士（言語学）。1969年関東学院女子短期大学英文科助手、1971年同専任講師、1975年同助教授。1978年関東学院大学文学部英米文学科助教授、1981年同教授。1984年レディング大学（イギリス）、1989年 - 1990年カリフォルニア大学ロサンゼルス校（アメリカ）で研修を受ける。
長年にわたりテレビ・ラジオで活躍し、「百万人の英語」や「旺文社大学受験ラジオ講座」など、数々の英語番組を担当した。
2022年12月25日8時50分頃、横浜市金沢区釜利谷西の市道の横断歩道を夫妻で横断していたところ、横断歩道の手前で停止していた車に後続車が追突し、その弾みで夫妻ともに車に撥ねられた。2人とも横浜市内の病院に搬送されたが、御園については死亡が確認された。80歳没。

## 主な著書
- 『成功する英語表現講座』南雲堂、1994年4月
- 『英語音声学研究』 和広出版、1995年6月
- 『聴く話 耳から覚える場面別英会話』旺文社、1999年6月
- 『耳から楽しむ英語ジョーク：聴くユーモア』旺文社、2000年6月
- 『英語の音節』北星堂、2001年8月
- 『コミュニケーション主体の英語音声学』和広出版、2005年2月
- "Vowel Space in English" 北星堂、2007年2月

ほか多数